# 分水县
分水县是今浙江省历史上曾经存在的一个县，治所位于今浙江省桐庐县西北分水镇。
唐朝武德四年（621年）初置，与桐庐县、建德县同属严州。七年（624年）省入桐庐县。如意元年（692年）复置，更名武盛县，神龙元年（705年）复故名。宝应二年（763年），析置昭德县，大历六年（771年）省。后屡有置废。
南宋时属建德府，元朝时属建德路。明朝、清朝时属严州府。1958年撤销，并入桐庐县。